# Веселинка Малинска
Веселинка Георгиева Малинска (на македонска литературна норма: Веселинка Малинска) е югославска комунистическа партизанка и политическа деятелка от Социалистическа република Македония.

## Биография
Родена е на 4 януари 1917 година в град Куманово. Дъщеря е на Георги Н. Малински, който по време на Втората световна война участва активно в дейността на местната българска Илинденска организация и през май 1942 година е избран за неин подпредседател. Завършва основно училище в родния си град и търговско училище в Ниш. След това учи икономика в Търговско-икономическо училище в Загреб и в Белградския университет.
Членка и активистка на Югославската комунистическа партия от 1936 година. Операция Ауфмарш 25 и окупацията на Кралство Югославия през 1941 година я заварват в Белград. В първите месеци работи като куриерка на ЦК на ЮКП и на Покрайненския комитет на ЮКП за Сърбия. През 1942 година, възползвайки се от високото обществено положение на баща си, тя се завръща във Вардарска Македония и се включва активно във въоръжената съпротива на ЮКП. Делегатка на първото заседание на АСНОМ в манастира Прохор Пчински на 2 август 1944 г.
Една от най-важните личности в Антифашисткия фронт на жените.
След 1944 година заема различни ръководни постове в Титова Югославия: член на ЦК на МКП, главен редактор на вестник „Нова Македония“, директор на Радио Скопие (1952 – 1961), заместник-председател на Социалистическия съюз на трудовия народ на Македония (ССРНМ), член на правителството (изпълнителния съвет) на СРМ (1963 – 1967), член на Председателството на ЦК на СКМ, на Председателството на СРМ. Избирана е за депутат в републиканското Събрание в Скопие и в югославската Скупщина в Белград. 
Носителка на „Партизански възпоменателен медал 1941“ и други висши югославски отличия.
Омъжва се два пъти – първия път за Добривое Радославлевич, а втория за Димитър Кьостаров.